# Ironage-Colner
Ironage-Colner is een wielerploeg die een Braziliaanse licentie heeft. De ploeg bestaat sinds 2013. Ironage-Colner komt uit in de continentale circuits van de UCI. Juan Carlos Miconi is de manager van de ploeg.

## Seizoen 2014

### Selectie
| Naam                         | Geboortedatum    | Nationaliteit | Ploeg 2013                 |
| ---------------------------- | ---------------- | ------------- | -------------------------- |
| Murilo Affonso               | 19 juni 1991     | Brazilië      | Clube DataRo de Ciclismo   |
| Cristian Clavero             | 8 juli 1982      | Argentinië    | Geen                       |
| João Gaspar (tot 09/04)      | 19 februari 1992 | Brazilië      | Ironage Colner Covolan Ert |
| Daniel Juárez                | 14 maart 1988    | Argentinië    | Geen                       |
| Edson Ponciano               | 13 juni 1991     | Brazilië      | Ironage Colner Covolan Ert |
| José Rodrigues               | 15 april 1984    | Brazilië      | Ironage Colner Covolan Ert |
| Jean Silva                   | 17 oktober 1985  | Brazilië      | Ironage Colner Covolan Ert |
| Bruno Silva (vanaf 10/04)    | 30 november 1988 | Brazilië      | Ironage Colner Covolan Ert |
| Edgardo Simón                | 16 december 1974 | Argentinië    | Ironage Colner Covolan Ert |
| Luiz Tavares (vanaf 20/08)   | 27 augustus 1977 | Brazilië      | São Lucas Saude-Giant-UAC  |
| Peterson Tozzi (vanaf 20/08) | 22 mei 1993      | Brazilië      | São Lucas Saude-Giant-UAC  |
| Walter Trillini              | 25 januari 1991  | Argentinië    | Geen                       |

### Overwinningen
| Wedstrijd                                     | Datum             | Categorie | Winnaar                          |
| --------------------------------------------- | ----------------- | --------- | -------------------------------- |
| 5e etappe Ronde van Brazilië                  | 13 februari 2014  | 2.2       | João Gaspar                      |
| 6e etappe Ronde van Brazilië                  | 13 februari 2014  | 2.2       | José Rodrigues                   |
| Zuid-Amerikaanse Spelen (ITT)                 | 9 maart 2014      | CN        | Murilo Affonso                   |
| Proloog Ronde van de Staat São Paulo (ITT)    | 21 maart 2014     | 2.2       | João Gaspar                      |
| 1e etappe Volta Rio Grande do Sul             | 9 april 2014      | 2.2       | Cristian Clavero                 |
| 3e etappe Ronde van Rio de Janeiro            | 28 augustus 2014  | 2.2       | Cristian Clavero                 |
| 4e etappe Ronde van Rio de Janeiro            | 29 augustus 2014  | 2.2       | José Rodrigues                   |
| Argentijns kampioenschap ploegenachtervolging | 20 september 2014 | CN        | Cristian Clavero Walter Trillini |